# (18460) Pecková
(18460) Pecková, désignation internationale (18460) Peckova, est un astéroïde de la ceinture principale.

## Description
(18460) Peckova est un astéroïde de la ceinture principale. Il fut découvert le 5 août 1995 à l'Observatoire d'Ondřejov par Lenka Šarounová. Il présente une orbite caractérisée par un demi-grand axe de 2,55 UA, une excentricité de 0,14 et une inclinaison de 14,6° par rapport à l'écliptique.

## Compléments